# Saint-Féliu-d'Amont
Saint-Féliu-d'Amont är en kommun i departementet Pyrénées-Orientales i regionen Occitanien i södra Frankrike. Kommunen ligger i kantonen Millas som tillhör arrondissementet Perpignan. År 2022 hade Saint-Féliu-d'Amont 1 262 invånare.

## Befolkningsutveckling
Antalet invånare i kommunen Saint-Féliu-d'Amont
| Referens: INSEE |